# Alexis Michalik
Pour les articles homonymes, voir Michalik.
Alexis Michalik, né le 13 décembre 1982 aux Lilas, est un acteur, dramaturge, metteur en scène, scénariste, réalisateur et écrivain franco-britannique.
Dramaturge et metteur en scène reconnu, il a remporté cinq Molières dont trois en tant que metteur en scène sur huit nominations. Il est à ce titre l'un des metteurs en scène les plus jeunes jamais récompensé.
En 2022, il délaisse, pour un temps, le registre de la comédie et du drame pour celui de la comédie musicale avec sa mise en scène des Producteurs, d'après le film éponyme américain de Mel Brooks. La pièce remporte cinq nominations aux Trophées de la comédie musicale (TCM), et remporte deux TCM, dont celui de la meilleure mise en scène.

## Biographie

### Famille et jeunesse
Alexis Michalik est le fils d'un artiste peintre d'origine polonaise et d'une traductrice britannique. Élevé dans le quartier des Abbesses (18e arrondissement de Paris), il étudie au collège Jules-Ferry puis au conservatoire du 19e arrondissement.

### Metteur en scène et auteur
C'est dans le rôle de Roméo, en 2001, qu'il fait ses premiers pas sur les planches, dans Juliette et Roméo, mis en scène par Irina Brook au théâtre national de Chaillot.
Admis en 2003 au Conservatoire national supérieur d'art dramatique de Paris, il choisit de laisser sa place pour monter son premier spectacle, Une folle journée, libre adaptation du Mariage de Figaro de Beaumarchais, qu'il crée en 2005 au festival d'Avignon Off, au théâtre des Corps Saints. C'est sa première expérience dans la Cité des papes, qu'il dit être fondatrice, se considérant un « enfant du Off d'Avignon ». Ce spectacle donne son nom à la compagnie qu'il fonde : Los Figaros. Il y joue le rôle du Comte.
En 2006, il crée La Mégère à peu près apprivoisée au Théâtre La Luna (Buffon), adaptation frasque en comédie musicale de la pièce de Shakespeare, dans lequel il interprète le rôle de Petruchio. Il y rencontre Arthur Jugnot, qui décide de produire le spectacle, d'abord en Avignon 2007 et 2008, au théâtre des Béliers, puis en 2009 au Vingtième théâtre, enfin en 2010 au Splendid, où il terminera son exploitation par un direct sur Paris Première. C'est au cours de ce direct qu'il rencontre Dominique Besnehard, présentateur de l'émission, qui produira plus tard ses deux premiers courts métrages.
En 2008, il crée R&J, adaptation pour trois comédiens du Roméo et Juliette de Shakespeare, dans lequel il interprète, entre autres, le rôle de Roméo. La pièce est créée au théâtre des Béliers, en Avignon, puis se jouera au Ciné 13 Théâtre et au Studio des Champs-Élysées.
À la suite de l'invitation de Benjamin Bellecour, codirecteur au Ciné 13 Théâtre, il écrit et met en scène Le Porteur d'histoire, sa première pièce, dans une forme courte, pour le Festival Faits d'Hiver, avant de la créer sous sa forme actuelle au Théâtre des Béliers en juillet 2011. La pièce revient à Avignon l'année suivante et est présentée à Paris en septembre 2012, au Théâtre 13 Jardin et rencontre un formidable succès critique et public. Elle est reprise au Studio des Champs-Élysées en février 2013 et elle retrouve le théâtre des Béliers parisiens début 2017.
En janvier 2014, il crée sa deuxième pièce, Le Cercle des illusionnistes, au théâtre de la Pépinière-Opéra à Paris. La pièce mêle fiction et récit biographique de l'illusionniste Robert-Houdin et du cinéaste Georges Méliès. Elle s'y joue jusqu'en 2014, puis est reprise en septembre au Théâtre des Béliers parisiens.
Le Porteur d'histoire et Le Cercle des illusionnistes sont toutes les deux nommées aux Molières 2014 dans les catégories du Meilleur spectacle de théâtre privé, Meilleur auteur francophone vivant, et du Meilleur metteur en scène de théâtre privé. Le Cercle des illusionnistes est également nommée pour le Molière de la révélation féminine (à Jeanne Arènes) et le Molière de la création visuelle (à Marion Rebmann, Olivier Roset et Pascal Sautelet).
Lui-même remporte deux Molières : auteur et metteur en scène. Jeanne Arènes est également récompensée.
En 2016, il crée Edmond au Théâtre du Palais-Royal, une pièce relatant la difficile création de la pièce Cyrano de Bergerac par Edmond Rostand. Le dramaturge y est interprété par l'humoriste Guillaume Sentou. Dans la publication des nommés aux Molières 2017 le 29 mars, Edmond est nommée à 7 reprises : Molière du Théâtre privé, Molière de la Comédie, Molière du Comédien dans un second rôle, Molière de la Révélation masculine, Molière de l'auteur francophone vivant, Molière du Metteur en scène d'un spectacle de Théâtre privé et Molière de la Création visuelle.
En 2017, il crée Intra Muros au Théâtre 13, pièce qui part d'un cours de théâtre donné dans une prison et qui permet de détricoter les histoires des personnages. La pièce est jouée par Jeanne Arènes, Bernard Blancan, Alice de Lencquesaing, Paul Jeanson et Fayçal Safi. La musique et le fond sonore sont assurés sur scène par le musicien Raphaël Charpentier.
Son premier roman Loin est publié en septembre 2019.

### Acteur (télévision et cinéma)
Alexis Michalik apparaît d'abord dans la série Diane, femme flic sur TF1 entre 2002 et 2004 dans laquelle il interprète le rôle du lieutenant Sam. Il joue ensuite dans de nombreux téléfilms, séries et sagas, tels Petits Meurtres en famille ou Terre de lumière sur France 2.
Au cinéma, il joue dans Sagan de Diane Kurys, L'Autre Dumas de Safy Nebbou, L'Âge de raison de Yann Samuell, Des gens qui s'embrassent de Danièle Thompson, La Banda de Picasso de Fernando Colomo, ou encore 24 jours, la vérité sur l'affaire Ilan Halimi d'Alexandre Arcady...
De 2012 à 2016, il interprète le rôle de Damien dans la série Kaboul Kitchen sur Canal+.
En 2015, il intègre la distribution anglophone de la série Versailles, pour Canal+ également.
En 2019, Il a aussi joué dans Le Chant du loup de Antonin Baudry avec François Civil et Omar Sy

### Réalisateur et scénariste
En 2013, Alexis Michalik réalise son premier court métrage Au sol, tiré d'un fait-divers raconté sur le blog Rue89. Le film, diffusé en septembre 2014 sur France 2, cumule une trentaine de sélections et une quinzaine de prix en festival.
En 2014, il réalise son deuxième court métrage, Pim-Poum le petit Panda, pour les Talents Cannes Adami, une comédie musicale qu'il coécrit avec Benjamin Bellecour.
En 2016, il remporte le concours organisé par Lexus et The Weinstein Company et réalise son troisième court-métrage Friday Night sur les attentats du 13 novembre 2015.
En janvier 2019 sort son premier long métrage Edmond, adaptation de sa pièce de théâtre.

Courant 2021, pendant la pandémie de Covid-19, il tourne une seconde adaptation d'une des pièces de théâtre qu'il a écrites : Une histoire d'amour. Il explique à cette occasion ce qui sépare l'écriture théâtrale du scénario pour le cinéma : 

« Il y a une grosse différence d'écriture entre le cinéma et le théâtre, et je m'en rends compte parce que j'ai réalisé cette année Une histoire d'amour au cinéma. [...] Je me suis retrouvé confronté à cette difficulté qui est qu'au théâtre on raconte et au cinéma on montre. Au théâtre, c'est d'abord un récit, on parle en direct à un public, alors qu'au cinéma, non. Au cinéma, quand il y a trop de mots, ça fait théâtral. Il faut arriver à trouver un équivalent dans l'image. C'est quelque chose avec lequel je me débats encore parce que je suis plus doué pour raconter quelque chose que pour imaginer, que pour dessiner. [...] Le cinéma est un art du réel alors que le théâtre est un art de l'évocation, de la convention. »

Le film sort en salles début 2023 ; il a notamment été tourné à Paris et au Mont Saint-Michel.

### Écrivain
En 2019, Alexis Michalik publie son premier roman intitulé Loin chez Albin Michel, un road trip vers l'Europe de l'Est, une quête des origines, de 762 pages. Le roman figure sur la sélection du prix Renaudot des lycéens 2019.

## Théâtre

### Adaptation et mise en scène
- 2009 : La Mégère à peu près apprivoisée d'après Shakespeare, Vingtième théâtre.
- 2010 : R & J (Roméo et Juliette) d'après Shakespeare, Studio des Champs-Elysées.
- 2021 : Les Producteurs d'après Mel Brooks, Théâtre de Paris.

### Auteur et mise en scène
- 2013 : Le Porteur d'histoire, Studio des Champs-Elysées.
- 2014 : Le Cercle des illusionnistes, La Pépinière-Théâtre.
- 2016 : Edmond, Théâtre du Palais-Royal.
- 2017 : Intra-Muros, Théâtre 13.
- 2020 : Une histoire d'amour, également acteur à la création en janvier 2020 à La Scala.
- 2024 : Passeport, Théâtre de la Renaissance.

## Filmographie

### Acteur

#### Cinéma
- 2002 : La Bande du drugstore de François Armanet : le communiste de la classe (apparition)
- 2003 : Far West (court métrage) de Pascal-Alex Vincent : Jean-Didier
- 2004 : Big Kiss de Billy Zane : Taras
- 2006 : Monsieur Sorlin architecte (court métrage) de Jacques Strang : journaliste
- 2008 : Sagan de Diane Kurys : Denis Westhoff
- 2009 : En colo (court métrage) de Pascal-Alex Vincent : Jordan, le moniteur
- 2010 : L'Autre Dumas de Safy Nebbou : Jean-Baptiste Béraud
- 2010 : L'Âge de raison de Yann Samuell : l'assistant de Margaret
- 2011 : La Fin du silence de Roland Edzard : Luc
- 2013 : Des gens qui s'embrassent de Danièle Thompson : Daniel
- 2014 : 24 jours, la vérité sur l'affaire Ilan Halimi d'Alexandre Arcady : le lieutenant Joubert
- 2016 : Tout pour être heureux de Cyril Gelblat : Guillaume
- 2016 : Toril de Laurent Teyssier : le frère de Philippe
- 2016 : Au sol de lui-même (court métrage) : passager dans le bus
- 2017 : Mes trésors de Pascal Bourdiaux : Guillaume
- 2018 : At Eternity's Gate de Julian Schnabel : un musicien
- 2018 : Les Chatouilles d'Andréa Bescond et Éric Métayer : père de Sonia
- 2019 : Edmond de lui-même : Georges Feydeau
- 2019 : Le Chant du loup d'Antonin Baudry : le commandant en second du sous-marin de L'Effroyable
- 2020 : 10 jours sans maman de Ludovic Bernard : Di Caprio
- 2020 : Une sirène à Paris de Mathias Malzieu : Victor
- 2020 : Tolo Tolo de Checco Zalone : Alexandre Lemaître
- 2022 : Les Liaisons dangereuses de Rachel Suissa : Christophe
- 2022 : Une histoire d'amour de lui-même : William
- 2023 : 10 jours encore sans maman de Ludovic Bernard : Di Caprio
- 2023 : Flo de Géraldine Danon : Olivier de Kersauson
- 2023 : Les Trois Mousquetaires : Milady de Martin Bourboulon : Villeneuve de Radis

#### Télévision
- 2001 : Julie Lescaut, épisode 6 saison 10, Récidive de Vincent Monnet : Victor
- 2003-2005 : Diane, femme flic (série télévisée) : Sam
- 2004 : Femmes de loi (série télévisée) : Franck Montero
- 2004 : Haute Coiffure (téléfilm) de Marc Rivière : Silvio
- 2005 : Les Amants de la dent blanche (téléfilm) de Raymond Vouillamoz : Théophile
- 2005 : Urgences (ER) (série télévisée), saison 11, épisode 21 : Michel Timbaud
- 2006 : Inconnue de la départementale (téléfilm) de Didier Bivel : Patrice
- 2006 : Petits Meurtres en famille (mini-série télévisée) d'Edwin Baily : Richard
- 2006 : L'Ex de ma fille (téléfilm) de Christiane Spiero : Bastien
- 2007 : Monsieur Max (téléfilm) de Gabriel Aghion : Jean Marais
- 2007 : Sauveur Giordano (série télévisée) : Patrick
- 2008 : Terre de lumière (mini-série télévisée) de Stéphane Kurc : Arnaud
- 2008 : Un crime très populaire (téléfilm) de Didier Grousset : Antoine
- 2012-2017 : Kaboul Kitchen (série) d'Allan Mauduit et Jean-Patrick Benes : Damien
- 2013 : Les Petits Meurtres d'Agatha Christie, épisode Meurtre au champagne : Moreno, dit "Jules Lavigne"
- 2013 : Louis la Brocante, épisode 2 de la saison 13, Louis et le troisième larron : L’usurpateur
- 2014 : La Trouvaille de Juliette (téléfilm) de Jérôme Navarro : Pierrot
- 2014 : Danbé, la tête haute (téléfilm) de Bourlem Guerdjou : Thomas
- 2015 : Versailles (série) de Jalil Lespert : Louis de Rohan
- 2021 : Mention particulière : Bienvenue dans l'âge adulte (téléfilm) de Cyril Gelblat : Romain Landy
- 2022 : À la folie (téléfilm) d'Andréa Bescond et Éric Métayer : Damien
- 2025 : Intraçables de Louis Farge et Luc Walpoth : David

### Doublage

#### Livre audio
- 2023 : Impact d'Olivier Norek : le capitaine Nathan Modis

### Réalisateur
- 2016 : Au sol (court métrage)
- 2019 : Edmond (long métrage)
- 2022 : Une histoire d'amour (long métrage)

## Adaptations
- Le porteur d'histoire, co-scénario et dessin de Christophe Gaultier, couleurs de Marie Galopin, Les Arènes BD, 2016  (ISBN 9782352045632)
- Edmond, scénario et dessin de Léonard Chemineau, d'après la pièce d'Alexis Michalik, Rue de Sèvres (maison d'édition), 2018.  (ISBN 978-2-369-81529-7)

## Distinctions

### Récompenses
- Académie Française 2014 : 
  - Prix Dussane & Roussin du jeune théâtre pour Le Porteur d'histoire, Le Cercle des illusionistes
- Molières 2014 : 
  - Meilleur auteur pour Le Porteur d'histoire, Le Cercle des illusionistes[23],[24]
  - meilleur metteur en scène pour Le Porteur d'histoire, Le Cercle des illusionistes[23],[24]
- Festival international du film de Saint-Jean-de-Luz 2015 : 
  - prix du public Court métrage pour Au sol[25]
- Molières 2017 : 
  - Meilleur auteur pour Edmond [26]
  - meilleur metteur en scène pour Edmond [26]
- Festival du film de Sarlat 2018 [27]:
  - Salamandre d'or pour Edmond (adaptation cinématographique)[28]
  - Prix du public pour Edmond (adaptation cinématographique)
  - Prix des lycéens pour Edmond (adaptation cinématographique)[28]
  - Prix du Jury Jeunes pour Edmond (adaptation cinématographique)[28]
- City of Lights, City of Angels 2019 : 
  - American Student Award pour Edmond (adaptation cinématographique)
- Trophées de la comédie musicales (TCM) 2020 : 
  - meilleure mise en scène pour Les Producteurs
  - meilleure comédie musicale pour Les Producteurs
- Molières 2020 :  
  - Meilleur spectacle musical pour Les Producteurs

### Nominations
- Prix Renaudot des lycéens 2019 pour Loin
- Globe de cristal 2020 : Meilleur film de comédie pour Edmond (adaptation cinématographique)